# バイチョイ
バイチョイ（ベトナム：Bài chòi、英：Bai_choi）とは、ベトナム中部に伝わる伝統芸術で、音楽や詩歌、演劇、絵画、文学など多様な芸術が融合した民俗文化。民謡や踊り、物語の口頭伝承などが特徴で、2017年12月に、ユネスコの無形文化遺産に認定された。バイチョイで歌われる民謡には、故郷や家族、道徳、社会風習など含まれ、テトの時期を中心に、身近な娯楽としてベトナム中部の地域コミュニティーで開催される。